# Henrietta, Wisconsin
Henrietta là một thị trấn thuộc quận Richland, tiểu bang Wisconsin, Hoa Kỳ. Năm 2010, dân số của thị trấn này là 482 người.